# Марке 4
Марке 4 (фр. Marcay 4) је ловачки авион направљен у Француској. Авион је први пут полетео 1923. године. 

Највећа брзина у хоризонталном лету је износила 279 km/h.

## Наоружање
| Наоружање авиона: Марке 4      |          |
| Ватрено (стрељачко) наоружање  |          |
| Топ                            |          |
| Митраљез                       |          |
| Број и ознака митраљеза        | 2 Викерс |
| Калибар                        | 7,7      |
| Бомбардерско наоружање (бомбе) |          |
| Ракетно наоружање (ракете)     |          |